# Don't F**k With Cats: Hunting an Internet Killer
Don't F ** k With Cats: Hunting Un Internet Killer és una sèrie de documentals americana de crim real de l'any 2019 sobre l'atrapament de l'assassí canadenc Luka Magnotta. Fou dirigida per Mark Lewis i va ser publicada a Netflix el 18 de desembre de 2019.

## Premissa
La sèrie segueix a un grup reduït de detectius a Internet que es disposen a perseguir Luka Magnotta, després que aquest va guanyar notorietat internacional el 2010 per compartir un vídeo en línia de si mateix matant a dos gatets. Magnotta va ser després condemnat per l'assassinat a l'estudiant internacional xinès Jun Lin en circumstàncies greus.

## Investigació primerenca
La sèrie comença amb Deanna Thompson, analista de dades d'un casino a Las Vegas, i John Green, de Los Angeles. El 2010, es va publicar a Facebook un vídeo viral anomenat 1 boy 2 kittens (1 noi i 2 gatets). El nom derivava del vídeo impactant pornogràfic 2 Girls 1 Cup. En el vídeo del noi i els gatets però es mostrava a un home que jugava amb dos gatets abans que els posés en una bossa de tancament al buit i els provoqués un buit d'aire, ofegant els gatets. Thompson i Green van crear posteriorment un grup de Facebook per trobar proves i localitzar-ne l'autor. El grup va treballar conjuntament per examinar els detalls del vídeo, inclosos els objectes de la sala, per ajudar a resoldre el misteri. La història segueix amb la persecució i identificació de l'autor d'aquest vídeo i el rastre que aquest va deixant per Internet.

## Repartiment
| Repartiment                | Paper                                             | Episodis   |
| -------------------------- | ------------------------------------------------- | ---------- |
| John Green                 | A si mateix                                       | 3 episodis |
| Deanna Thompson            | Ella mateixa - amb el pseudònim de "Baudi Moovan" | 3 episodis |
| Det. Sgt. Claudette Hamlin | Ella mateixa - Policia d'homicidis a Mont-real    | 2 episodis |
| Antonio Paradiso           | Ell mateix - Policia d'homicidis a Mont-real      | 2 episodis |
| Anna Yourkin               | Ella mateixa - La mare de Luka Magnotta           | 2 episodis |
| Benjamin Xu                | Ell mateix - El millor amic de Jun Lin            | 2 episodis |
| Marc Lilge                 | Ell mateix - Policia de Berlín                    | 2 episodis |
| Mike Nadeau                | Ell mateix - Com ell mateix de porter             | 1 episodi  |
| Joe Panz                   | Ell mateix - Com ell mateix                       | 1 episodi  |
| Joe Warmington             | Ell mateix - Periodista del Toronto Sun           | 1 episodi  |
| Henri                      | Ell mateix - Detectiu encobert que cerca fugitius | 1 episodi  |
| Romeo Salta                | Ell mateix - advocat                              | 1 episodi  |
| Kadir Anlayisli            | Ell mateix - empleat d'un cibercafé               | 1 episodi  |
| Joel Watts                 | Ell mateix - psiquiatre de la defensa             | 1 episodi  |

## Episodis
| Núm. | Títol                | Direcció   | Guió       | Data d'estrena original |
| ---- | -------------------- | ---------- | ---------- | ----------------------- |
| 1    | «Cat and Mouse»      | Mark Lewis | Mark Lewis | 18 de desembre de 2019  |
| 2    | «Killing for Clicks» | Mark Lewis | Mark Lewis | 18 de desembre de 2019  |
| 3    | «Closing the Net»    | Mark Lewis | Mark Lewis | 18 de desembre de 2019  |

## Recepció
El lloc web i agregador de revisions de films Rotten Tomatoes va informar d'un 63% d'aprovació amb una valoració mitjana de 8/10, basat en 8 comentaris.